# Trawniki (Silésie)
Pour les articles homonymes, voir Trawniki.
Trawniki est une localité polonaise de la gmina de Lubomia, située dans le powiat de Wodzisław en voïvodie de Silésie.